# アントニオ・グラムシ
アントニオ・グラムシ（伊: Antonio Gramsci、1891年1月23日 - 1937年4月27日）は、イタリアのマルクス主義思想家、イタリア共産党創設者の一人。
戦間期のイタリア、ベニート・ムッソリーニ政権に投獄されたが、その獄中で執筆した「ノート」で展開したさまざまな思想概念が後世に大きな影響を及ぼした（例えば「ヘゲモニー」は、イギリスの「カルチュラル・スタディーズ」の論者や、ガヤトリ・C・スピヴァクらインドの歴史研究者らの「サバルタン・スタディーズ」グループ、そして、国際関係学のロバート・コックスやスティーヴン・ギルといった「グローバル政治経済学」などにまで大きな影響を与えている）。

## 生涯
サルデーニャ島のアーレス生まれ。父親は村の役人であったが、権力闘争に敗れて刑務所に送られ、母親の手で育てられた。また生後まもなく背中にこぶが出来、身体障害者となった。小学校卒業後、家庭の経済的事情により苦学しながら、1911年、奨学金を得てトリノ大学に入学する。このころにはすでにイタリア社会党の機関紙『アヴァンティ !』を購読していた。大学入学以来の友人にトリアッティがいた。
1913年、イタリア社会党トリノ支部に入党。第一次世界大戦では他の社会党員が出征していく中で身体障害により徴兵免除、1915年、人手不足となった社会党機関紙『アヴァンティ !』トリノ支局に入る（なおこのころの『アヴァンティ !』編集長はムッソリーニ）。大学は中退した。1919年、トリアッティ、アンジェロ・タスカらとともに社会主義文化週刊紙「オルディネ=ヌオーヴォ（新しい秩序）」を発刊し、労働者による自主管理を軸とする工場評議会運動を展開。工場占拠闘争をはじめとするトリノの労働運動に積極的に参加。
1921年、イタリア共産党の結成に加わり中央委員会委員に選出され、1922‐23年までイタリア共産党代表としてモスクワに滞在し、コミンテルン執行委員をつとめる。また、この地でロシア人のユーリヤ・アポロニエヴナ・シュヒトと結婚した。
モスクワ滞在時にムッソリーニ政権により逮捕状が出されたために帰国不能となり、スイスに滞在。このころグリゴリー・ジノヴィエフの後押しでイタリア共産党書記長となる。
翌1924年、下院議員に選出されると、議員の不逮捕特権を利用してイタリアに帰国、既に22年に成立していたムッソリーニ政権との対立姿勢を鮮明に示した。しかし、ムッソリーニの勢いは止まらず、1926年まさに亡命しようとしていた時に寸分違いでファシスト政権に逮捕され、20年4か月の禁錮刑判決を受ける。幼児期より身体に障害を背負い、また病弱でもあったが、友人の経済学者ピエロ・スラッファなどによる支援により獄中においても本や雑誌の講読を続け、また執筆の許可も得て書き始めたノートの数は30冊近くにのぼった。この様な獄中生活の中で、ヘゲモニー論、受動的革命論などのグラムシの思索の大部分がなされた。しかし、監獄内の非衛生的環境と虐待によりグラムシは健康を害し、1933年末から入院の上治療を受けたが、1937年4月、刑期減免による釈放直後に脳溢血で逝去した。

## 著書
- 『グラムシ選集（全6巻）』（合同出版社、1960年-1964年、新装版1986年）
- 『愛と思想と人間と - 獄中からの手紙』（合同出版社、1962年/大月書店、1982年）
- 『現代の君主』（青木書店、1964年/新編、上村忠男訳、1994年）
- 『グラムシ問題別選集（全4巻）』（現代の理論社、1971年-1972年）
- 『ファシズムと共産主義』（現代の理論社、1972年）
- 『グラムシ獄中ノート』（三一書房、1978年/大月書店、1981年）
- 『グラムシ政治論文選集（全3巻）』（五月社、1979年）
- 『知識人と権力 - 歴史的-地政学的考察』（みすず書房、1999年）
- 『ノート22 アメリカニズムとフォーディズム』(同時代社、2006年)

## 関連文献
- J.ジョル（河合秀和訳）『グラムシ』、岩波現代選書、1978年（原著は、James Joll, GRAMSCI , Fontana Modern Masters, 1977）
- ジャン・マルク・ピオット『グラムシの政治思想』石堂清倫訳、河出書房新社、新版1982年
- イタリア共産党中央委員会教育部編（松田博、ロベルト・マッヂ訳）『グラムシ入門』、合同出版、1982年
- 伊藤成彦・片桐薫・黒沢惟昭・西村暢夫編『グラムシと現代』、御茶ノ水書房、1988年
- 松田博編『グラムシを読む - 現代社会像への接近』、法律文化社、1988年
- 松田博・鈴木富久編『グラムシ思想のポリフォニー』、法律文化社、1995年
- グレアム・ターナー（溝上由紀ほか訳）『カルチュラル・スタディーズ入門 - 理論と英国での発展』、作品社、1999年（原著は、Graeme Turner, British Cultural Studies : An Introduction , Second Edition, Routledge, 1996年）
- ノルベルト・ボッビオ『グラムシ思想の再検討』、御茶の水書房、2000年
- アウレリオ・レプレ『囚われ人アントニオ・グラムシ』、青土社、2000年
- 松田博『グラムシ研究の新展開―グラムシ像刷新のために―』、御茶の水書房、2003年
- 財団グラムシ研究所『グラムシ思想探訪―市民的ヘゲモニーの可能性―』、同時代社、2005年